# Posta Victor
Posta Victor (Debrecen, 1977. február 22. –) magyar zenész, színész, énekes.
Négyéves korában került kapcsolatba a zenével, 13 évesen Orczy-t játssza a Debreceni Csokonai Nemzeti Színházban, 19 éves korától Svájcban tanul, ahol a Space Dream című musical főszerepével széles körű ismeretségre tett szert. Magyarországon a Madách Színház produkcióiban szerepel.

## Gyermekévek
4 éves korában Rimóczi Éva zeneóvodájának tagja, 5 éves korától zongorázni tanult. Középiskolai tanulmányait a debreceni Kodály Zoltán Zeneművészeti Szakközépiskolában kezdte meg, majd harmadévesen a budapesti Szent István Zeneművészeti Szakközépiskola zongora szakán folytatta, miközben párhuzamosan elvégezte a debreceni Kossuth Gimnáziumot is.
13 évesen került kapcsolatba a színházzal és a színjátszással: 1990-ben megkapta Orczy szerepét a Légy jó mindhalálig című musicalben, a debreceni Csokonai Színházban, amit több, mint 100 alkalommal játszott. Játszott még a Bolondóra című zenés játékban és a Fanni hagyományai című darabban is.
1993-ban öccsével beneveztek a Ki mit tud?-ba.A 'Posta Fivérek' formáció bejutott a középdöntőbe ének kategóriában, 1994-től Toldy Máriától vesz énekórákat.

## Svájc
1995-ben felvételizett Bázelbe a Zeneakadémiára Gyimesi László osztályába. A zongora mellett az énekszakot is felvette. A tanári diploma megszerzése után átjelentkezett a luzerni Zeneakadémia operaének szakára.
Svájci tanulmányai megkezdésekor beválogatták Az Operaház Fantomja című musical zenekarába billentyűsnek, így lett a Really Useful Company tagja, mely Andrew Lloyd Webber zenekara. Két évvel később felkérték, hogy játsszon a Crazy For You és a West Side Story New York-i zenekarába is. Majd a Reinen-i Színház felkérte, hogy legyen a Hegedűs a háztetőn című előadásuk zenei vezetője. A kis színházi zenekar számára újra hangszerelte és betanította a darabot, mely nagy sikert aratott és jelentős mérföldkő volt az akkor 21 éves művész életében.
Ezt követően nem csak zenekari, de énekesi meghallgatásokon is részt vett, így kapta meg első főszerepét a Band In Palace című darabban, mellyel bejárta Svájc összes nagyvárosát. A turnésorozat végén lehetőséget kapott arra, hogy részt vegyen a Space Dream szereplőválogatásán (1995-ben mutatták be, 1998-ban szereplőgárdát frissítettek). Ekkor megkapta Svájc legnagyobb és legsikeresebb musicaljének a főszerepét – Rodint, melyet két éven át, nagy sikerrel játszott egészen 2000. június 18-áig, ami egyben a darab 'temetésének' időpontja is.
Főszereplő volt a Why Not? című musicalben, megkapta Lars szerepét a SweetieCakes című filmben, 2000-ben zenét szerzett a Duisburg-i Musical Theater-ben bemutatott Die schöne Marguerite című darabhoz.

## Ismét Magyarországon
2001-ben tért vissza Magyarországra. Felvételt nyert a budapesti Színház- és Filmművészeti Egyetemre, ahol 2005-ben végzett operett-musical szakon. A főiskolán több szerepben is kipróbálhatta magát, például John volt a Miss Saigonban, Fredrich Egerman a Kis éji zenében, Eugene a Démonológiában, Vernon Gersch a Kapj el! című darabban. Rendszeresen szinkronizál sorozatokban, mozifilmekben, rajzfilmekben, ezzel párhuzamosan pedig egy szinkroniskolában színészmesterséget tanít.
A Főiskola elvégzése után a Madách Színházban kapott kisebb, de annál változatosabb karakterszerepeket, így A Volt egyszer egy csapatban például a Bírót, a Producerekben Mr. Marks-ot, Kevin-t és Jason Green-t.
2005 szeptemberében megkapta Az Operaház Fantomja musical főszerepét is, ezzel a musical irodalom legfiatalabb Fantomja lett.
2007 tavaszán a Madách Színház bemutatta az Édeskettes hármasban című musicalt, melynek férfi főszerepét már a főiskolán is játszotta (Kapj el!) így ismét lehetősége volt Vernon bőrébe bújni.
2007 májusában a Vidám Színpad bemutatta a Démonológia felújított változatát, június végén pedig a Vámpírok Bálja produkcióban mutatkozott be Herbert szerepében.
2008. május 30-án a Madách Színház bemutatta a József és a Színes Szélesvásznú Álomkabát című musicalt, ahol a Fáraó szerepét kapta meg. Ennek az évnek a telén a MÜPÁ-ban bemutatott Best of Webber gálának volt szereplője.
2009 szeptemberében a Madách Színházban került bemutatásra a Spamalot című musical, ami a Gyalog Galopp musical változata, ebben Sir Galahad szerepét játssza. Ebben az évben az Anna Karenina felújított változatában - szintén a Madách Színházban - Vronszkij szerepét kapta meg.
2010 szeptemberében a Jézus Krisztus Szupersztár Pilátusának szerepében mutatkozott be.
2011. februárban a Madách Színház Végtelen szerelem címet viselő előadásában működött közre, majd márciusban az I. Madách Musical pályázat egyik díjnyertes darabjából létrehozott Fabáb című előadásában játszotta a főszerepet.
2012 februárjában mutatták be az Én, József Attila című musicalt, ami szintén a musical pályázat díjnyertes darabja volt. Ebben József Attila szerepét játssza.
2013-as bemutatója a L'élek címet viselő önálló zenés est a Madách Színházban.

## Színház, film
Színház:
A Színházi adattárban regisztrált bemutatóinak száma: 12.
- Bohémélet - (Debrecen)
- Légy jó mindhalálig – Orczy (Debrecen)
- Bolondóra – (Debrecen)
- Fanni hagyományai – (Debrecen)
- Band in Palace – Herceg (Svájc)
- Space Dream – Rodin (Svájc)
- Why not? – (Svájc)
- Miss Saigon – John (Ódry Színpad)
- Kis éji zene – Fredrich Egerman (Ódry Színpad)
- Démonológia – Eugene (Ódry Színpad, Vidám Színpad)
- Kapj el! – Vernon Gersch (Ódry Színpad)
- Volt egyszer egy csapat – Bíró (Madách Színház)
- Az operaház Fantomja – Fantom (Madách Színház)
- Producerek – Mr. Marks; Kevin; Jason Green (Madách Színház)
- Édeskettes hármasban – Vernon Gersch (Madách Színház)
- Vámpírok Bálja – Herbert (Magyar Színház – PS Produkció)
- József és a színes szélesvásznú álomkabát – Fáraó (Madách Színház)
- Spamalot – Sir Galahad, Herbert herceg apja, Fekete lovag, Kevin (Madách Színház)
- Anna Karenina – Vronszkij (Madách Színház)
- Végtelen szerelem - (Madách Színház)
- Best of Webber gála - (MÜPA)
- Én, József Attila - József Attila (Madách Színház)
- L'élek - Zenés est (Madách Színház)
- Rice-Webber: Jézus Krisztus Szupersztár: Pilátus (Madách Színház)
- A tizenötödik - Julius von Haynau (Madách Színház)
- Aranyoskám - Ron (Madách Színház
- Pretty Woman - Phillip Stuckey (Madách Színház)
  - A nyomorultak - Javert (Madách Színház)

Film:
- SweetieCakes – Lars (Svájc)

## Szinkronszerepei

### Rajzfilmes szinkronjai
- A Jetson család és a pankrátor robotok - További magyar hang
- A Lármás család: A film - További magyar hang
- A Madagaszkár pingvinjei - Roger (Nickelodeon)
- A vándorló palota - További magyar hang
- Alvin és a mókusok - Simon
- Alvin és a mókusok 2. - Simon
- Alvin és a mókusok 3. - Simon
- Alice Tükörországban - További magyar hang
- Az igazság ligája - Professor Emil Hamilton (Cartoon Network)
- Az utolsó mohikán - Sólyomszem (M2)
- Bakugan: Gundáliai megszállók - Mason Brown (Cartoon Network)
- Barbie: Csillagok között - Barbie: Star Light Adventure
- Bleach - Inoue Szora (Animax)
- Blood+ - Akihiro Okamura (Animax)
- Dragon Ball Super - (1. rész: A béke jutalma: Kié lesz a 100 millió zeni?) - Kibito (hangja)
- Éliás, a kis mentőhajó - További magyar hang
- Én és az androidom - További magyar hang
- Fullmetal Alchemist - A bölcsek kövének nyomában - Barry, a mészáros - 4 epizód (Animax)
- Fullmetal Alchemist: Testvériség - Barry, a mészáros (2 epizód) (Animax)
- Galactik Football - További magyar hang (Megamax)
- Gauko, a dinó lány - (I/1. rész: Udvarias bemutatkozás) - R3 (hangja)
- Hangyaboy - További magyar hang
- Hubbák - Hubba Hubba (JimJam)
- Jake és Sohaország kalózai - Vége főcím (Disney Channel)
- Kung Fu Panda – A rendkívüliség legendája - Peng
- L’ecsó - Patkány
- Miles a jövőből - Leo (Disney Channel, Disney Junior)
- Nana - Hondzsó Ren (Animax)
- Naruto - Oboro (Animax)
- PB & JOtter - Tünci
- Phineas és Ferb: Star Wars - Luke Skywalker (hangja)
- Rick és Morty (I./3. rész: Anatómia park) - Jackob hangja
- Pirula panda - Tyler apukája (hangja)
- Quest világa - további szinkronszerep (Jetix)
- Robotboy - Constantine (Cartoon Network)
- Scooby-Doo rémes karácsonya - Fabian Menkle (hangja)
- SpongyaBob: Spongya szökésben - További magyar hang
- Star Wars: A Rossz Osztag - Roland Durand - Tom Taylorson (Disney+)
- Star Wars: Látomások - Lah Zhima - Shin-ichiro Miki (japán), Simu Liu (angol) (Disney+)
- Subidubidú - További magyar hang
- Szenilla nyomában - Angus (hangja), Doktorhal (hangja), Tengeri féreg (hangja), Turista (hangja)
- Supa Strikas – Fociláz - Táncoló Rasta (M2)
- Született kémek - Blaine (1. hang) (Jetix)
- Táncoló talpak - További magyar hang
- Team Galaxy - Josh (Jetix)
- Totál Dráma Akció - Geoff (Cartoon Network)
- Totál Dráma Sziget - Geoff (Cartoon Network)
- Totál Dráma Világturné: Geoff
- Toy Story 3. - Kukás
- Túl a sövényen - További magyar hang
- Ugly Americans - Mark Lilly (Comedy Central)
- Undipofik - Michael (hangja)  (Stephen Zimpel)
- Verdák 3. - Gabriel (hangja)
- Viharsólymok - Finn (Matt Hill) (Cartoon Network)
- Violetta – Matías, Joaquín Berthold (Disney Channel)
- Yin! Yang! Yo! - Coop (Jetix)
- Yu-Gi-Oh! GX - Chumley Huffington (Animax)
- WALL·E - További magyar hang
- Winx Club - Valtor (RTL Klub)
- W.I.T.C.H. - További szinkronszerep (Jetix)
- Volt egyszer egy stúdió - Gaston (Richard White)

### Sorozatbeli szinkronszerepei
- 24 - Cole Ortiz (Freddie Prinze Jr.)
- A császárság kincse - Tang Ki-se (Kim Jung-hyun)
- A főnök : Belső vizsgálat – Alex Banks professzor (James D’Arcy)
- A Harper-sziget - Hunter Jennings (Victor Webster)
- A holnap legendái (I/1. rész: Toborzás 1. rész) Carter Hall / Sólyomfiú  (Falk Hentschel)
- A katonafeleségek - Chase Moran (Jeremy Davidson)
- A klón - Lucas (Mauricio Ochmann)
- A Macska - Mariano Martínez Negrete (Jorge Poza)
- A médium - Casey Edward Frank (Chris Messina)
- A Partiőrség - Chris Blake ’’Swain’’(Matthew Holmes)
- A sebész (II/1. rész: Tíz csomó) - Henry Robertson  (Charles Aitken
- A szerelem foglyai (teleregény) - Daniel Moncada (Mauricio Islas ill. Gabriel Porras)
- A vihar (teleregény) - Damián Fabre kapitány/Daniel Felipe Castañeda/Michel Fabre (William Levy)
- Alex és bandája - Giovanni Belli (Michele Cesari)
- Amerikai Hotrodok - További magyar hang
- Amcsi motorok - Joseph McClendon (Joseph McClendon)
- Amit a szív diktál - Rogelio Rivadeneira (Erick Elías)
- Andor - Blevin felügyelő (Ben Bailey Smith)
- Angyali érintés - Andrew˙(John Dye)
- Az Angyal (IV/1. rész: A kockás zászló) - További magyar hang
- Álomsziget doktorai - Dr. Rick D’Alessandro (Richard Brancatisano)
- Árva angyal - Juan Miguel Sanromán (William Levy)
- Bosszú - Daniel Grayson (Joshua Bowman)
- Bűvölet - Davide Curti (Massimo Bulla)
- Csók és csata - Diego (Carlos Guillermo Haydón)
- Doc Martin - Mick Mabley (Joseph Morgan)
- Doktor House - Lucas Douglas (Michael Weston)
- Don Matteo - (VII/19. rész - Tökéletesség; VII/20. rész - Tangó; IX/3. rész - A vád tanúja) Amedeo, a szépségverseny szervezője; Julio (Gilles Rocca); Paolo Milesi (Stefano Zatti)
- Downton Abbey - Matthew Crawley (Dan Stevens)
- Dunai zsaruk - Inspektor Martin Patuschek (Manuel Witting)
- Ed - Edward "Ed" J. Stevens (Tom Cavanagh) (Hallmark-változat)
- Elif – A szeretet útján - Kenan Emiroglu (Altug Seckiner)
- Emma - Frank Churchill (Rupert Evans)
- Életünk napjai - E.J. DiMera (James Scott)
- Észak és Dél - Capt. Maxwell Lennox (Travis Oliver)
- Fülledt utcák (I/1. rész; I/2. rész) - Eddie (Michael Lombardi); Eric (Kristopher Kling)
- Franklin és Bash - Peter Bash (Mark-Paul Gosselaar)
- Gyilkos számok - További magyar hangok
- Jószomszédok (I/1. rész) - Dave Johnson  (Max Greenfield)
- Hősök - Brody Mitchum (Matt Lanter)
- Kaland a köbön - Ben Fogle (Ben Fogle)
- Kettős játszma - Alex (William Levy)
- Kémek küldetése: A halál csókja – Félix (Bert Tischendorf)
- Kockafejek (IV/1. rész: Jen, a Fredo; IV/2. rész: A szókirakó) – John  (Ed Weeks); Prime (Benedict Wong)
- Kötelező ítéles - Byron ’’B-Fly’’ Williams (Ato Essandoh)
- Kutyaszorítóban - Derzius (Joshua Elijah Reese)
- Különleges ügyosztály (Esküdt ellenségek: Meggyalázott áldozatok) - Eric Plummer (Justin Kirk)
- Lalola - Facundo Canavaro (Luciano Castro)
- Marichuy – A szerelem diadala - Juan Miguel (William Levy)
- McLoad lányai - Greg Hope (Matt Passmore)
- Megkövült szívek - Bruno Rey (Julián Gil)
- Mentőhelikopter - Johannes von Storkow (Patrick Wolff)
- Mérnöki műtárgyak - További magyar hangok
- Mister Sterling - Leon Montero (David Norona)
- Miss Fisher rejtélyes esetei - További magyar hangok
- Mr. Selfridge (I./1. rész) - Victor Colleano (Trystan Gravelle)
- Mrs. America (1. rész; 6. rész; 9. rész) - Phil Crane (James Marsden)
- Naphegy Klinika - Markus (Sven Waasner)
- NCIS - További magyar hang
- Nyomtalanul - További magyar hang
- Odaát - További magyar hang
- Az Orville: Új horizontok - Isaac (Mark Jackson)
- Ördögi nyomozó - Jay Swopes ügynök (Kevin Durand)
- Ötletemberek - Basil Singer (Basil Singer)
- Papás-babás – Danny Wheeler (Derek Theler)
- Pimp my ride - További magyar hang
- Reaper - Steve (Michael Ian Black)
- Reklámbarátok - Conner (Tom Cavanagh)
- Rick és Morty (I./3. rész: Anatómia park) - Jacob (hangja)
- Sanctuary – Génrejtek - Nikola (Jonathon Young)
- Sarokba szorítva - Larry Irázabal (William Levy)
- Sírhant művek - Ted Fairwell (Chris Messina)
- Sötét árvák (I./1. rész) - Paul Dierden (Dylan Bruce)
- Szellemekkel suttogó - További magyar hang
- Szentek kórháza - Jack Quade (Wil Traval)
- Szerelem van a levegőben Serkan Bolat (Kerem Bürsin)
- Szökés - Blondie ügynök (Steven Chester Prince)
- Szex, hazugság, szerelem - Charlie (Eric Balfour)
- Szulejmán – Elkas Mirza (Pamir Pekin) / Signor Benetto
- Szuperhajók - További magyar hang
- Született feleségek - Bradley Scott (David Starzyk), Patrick Logan (John Barrowman)
- The Walking Dead (III./3. rész; III./9. rész) - Milton Mamet  (Dallas Roberts)
- Teresa - Fernando Moreno Guijarro (Daniel Arenas)
- Túsztárgyalók - Dr Wayne (Corey Stoll)
- Tűzön-vízen (1. rész; 6. rész) - Jared Taylor (Karl Thaning)
- Válaszd az igazit - Raymond Blanc (Raymond Blanc)
- Versailles - Chevalier de Lorraine (Evan Williams)
- Vérmes négyes  (V./24. rész) - Trevor (Luke Perry)
- Violetta - Matias LaFontaine (Joaquín Berthold)
- Vízimentők - Andrew Vanderlee (Jeremy Guilbaut)
- Zorro - Renzo (Erick Elias)

### Filmes szinkronok
- A bátrak háborúja (USS Indianapolis: Men of Courage) - További magyar hang
- A csapda mélyén (The House on Turk Street) - David Brewster (Jonathan Higgins)
- A Da Vinci-kód (The Da Vinci Code) - További magyar hang
- A detonátor (The Detonator) - Mitchel (Warren Derosa)
- A faun labirintusa (El laberinto del fauno) - A dadogós (Ivan Massagué)
- A fenevad árnyékában (Eye of the Beast) - Jordy (Erik Fjeldsted)
- A galaxis őrzői vol. 2. (Guardians of the Galaxy Vol. 2) - További magyar hang
- A gondozoo (Zookeeper) - Nimer (Brandon Keener)
- A fáraó bosszúja (The Curse of King Tut's Tomb) - Andrew Walker(Niko Nicotera)
- A herceg (The Prince) - Wilson (Jesse Pruett)
- A harag napja (Day of Wrath) - További magyar hang
- A hét kard legendája (Chat gim) - Mulang (Duncan Lai)
- A Jade démon királysága (Bai fa mo nu zhuan zhi ming yue tian guo) - További magyar hang
- A jó német (The Good German) - További magyar hang
- A Karib-tenger kalózai: Salazar bosszúja (Pirates of the Caribbean: Dead Men Tell No Tales) - További magyar hang
- A keselyűk karmaiban (Unter Geiern) - Ifj. Baker (Terence Hill(Mario Girotti néven))
- A kívülállók (The Outsiders) - Randy Anderson (Darren Dalton)
- A lengyel menyasszony (De Poolse bruid) - További magyar hang
- A medvék és én (The Bears and I) - Oliver Vörös Páfrány (Michael Ansara)
- A pofátlan (The Ringer) - Steve Levy (Steve Levy)
- A pokol bajnoka (Triumph of the Spirit) - További magyar hang
- A préda (Prooi) - Maarten Gravestein (Pieter Derks)
- A Ragnarok-rejtély (Gåten Ragnarok) - Allan (Nicolai Cleve Broch)
- A replikátor (Reptilicant) - További magyar hang
- A repülő guillotine 2. (Can ku da ci sha) - További magyar hang
- A rettegés 12 napja (12 Days of Terror) - Alex -   Colin Egglesfield
- A Robinson család titka (Meet the Robinsons) - További magyar hang
- A szellemlovas (Ghost Rider) - Stuart (Gibson Nolte)
- A szerelem markában  (Playing It Cool) - Stuffy (Ioan Gruffudd)
- A szépség és a szörnyeteg (Beauty and the Beast) - Gaston (Luke Evans)
- A testőr (The Sentinel) - Davies ügynök (Joshua  Peace)
- A texasi láncfűrészes mészárlás (The Texas Chain  Saw Massacre) - Jerry (Allen Danziger)
- A titánok harca (Clash of the Titans) - Apolló (Luke Evans)
- A titkos templom legendái (Legends of the Hidden Temple) - Chet  (Greg Cromer)
- A tölgy (Le chêne) - További magyar hang
- A Valdemar hagyaték 2. - Tiltott árnyék (La herencia Valdemar II: La sombra prohibida) - További magyar hang
- A vasöklű testőr (Da dao Wang Wu (Iron     Bodyguard)) - Tan Sitong (Hua Yueh)
- A Wendell Baker balhé (The Wendell Baker Story) -   McTeague (Eddie Griffin)
- A yan királysága (Jiang shan mei ren) -     Muyong Xuehu (Donnie Yen)
- Aeon Flux (Aeon Flux) - Claudius (Nikolai Kinski)
- Agyament karácsony (Snow 2: Brain Freeze) -	Nick Snowden (Tom Cavanagh)
- Agyő, nagy Ő! (The Heartbreak Kid) - Anyakönyvvezető
- Al Capone kincse (Capone`s Lost Treasure) -  További magyar hang
- Aliens vs. Predator – A Halál a Ragadozó ellen 2. (Aliens vs. Predator: Requiem) - Dallas (Steven Pasquale)
- Angyalok és Démonok (Angels & Demons) - Urs Weber (Thomas Morris)
- Anna Nicole (Anna Nicole) - Howard K. Stern (Adam Goldberg)
- Aranyhal a cápák között (Ein Goldfisch unter     Haien) - Edward Craine (Alexander Beyer)
- Arctalan ellenség (Good Kill) - Danny (Michael Sheets)
- Ádám és Éva (Adam and Eve) - Delivery Guy; Miles (Devin Barry; Joshua Wade Miller)
- Álmodj merészet!  (Something Big) - További magyar hang
- Az 5 nindzsa elem (Ren zhe wu di) - További magyar hang
- Az arany iránytű (His Dark Materials: The Golden Compass) - Hunt (Joao De Sousa)
- Az éden foglya (Stranded in Paradise) - További magyar hang
- Az igazság nyomában (Angel of Mine) - Brian (Rob Collins)
- Az ítéletidő napja (Der Abgrund-Eine Stadt stürzt ein) - Thomas Jacobi (Marco Girnth)
- Az olajherceg (Der Ölprinz) -  Richard Forsythe (Terence Hill)
- Az oroszlánkirály (2019) (The Lion King) - Hiéna (hangja) (J. Lee)
- Az ördög Pradát visel (The Devil Wears Prada) - James Holt (Daniel Sunjata)
- Az üvegpalota (The Glass Castle) - Dr. Taylor (Andrew Shaver)
- Bábel (Babel) - Határőr (Clifton Collins, Jr.)
- Barátom, Knerten - Lillebror és a színes harisnyák (Knerten) - Martin, Vesla apja (Ole Johan Skjelbred-Knutsen)
- Battle Royale 2.: A megtorlás (Battle Royale 2: Revenge) - További magyar hang
- Beethoven árnyékában (Copying Beethoven) - Karl van Beethoven (Joe Anderson)
- Biztos zsákmány (Certain Prey) - További magyar hang
- Bohém rapszódia (Bohemian Rhapsody) - David (Max Bennett)
- Bor, mámor, Provence (A Good Year) - További magyar hang
- Bőr - Lee (Jason Gwen)
- Buliszerviz 2: Taj előmenetele (Van Wilder 2: The Rise of Taj) - Taj Mahal Badalandabad (Kal Penn)
- Búcsú Greenéktől  (We Don't Belong Here) - Tomas (Justin Chatwin)
- Bűbáj (Enchanted) - További magyar hang
- Carlita titka (Carlita's Secret) - További magyar hang
- Casino Jack (Casino Jack) - További magyar hang
- Casshern (Casshern) - Sekiguchi (Tetsuji Tamayama)
- Casting minden (Casting minden) - További magyar hang
- Célpont neve: Salazar (Killing Salazar) - Skony (Darren E. Scott)
- Charlie Wilson háborúja (Charlie Wilson's War) - Mike Vickers (Christopher Denham)
- Családom és egyéb állatfajták (My Family and Other Animals) - Turkish Boyfriend - Török barát (George Couyas)
- Csendes holtág (Midnight Bayou) - Declan  Fitzpatrick(Jerry O'Connell)
- Cserebere szerencse (Just My Luck) - Antonio (Carlos Ponce)
- Csillagközi háború (Crimson Force) - Igor (Kitodar Todorov)
- Csótányinvázió (They Nest) -	Dr. Ben Cahill (Thomas Calabro)
- De-Lovely - Ragyogó évek (De-Lovely) - Jack (John Barrowman)
- Demóna: A sötétség úrnője (Maleficent: Mistress of Evil) - További magyar hang
- Dermesztő rémület (The Frozen Ground) - Gregg Baker tiszt (Ryan O'Nan)
- Délutáni szerelem (Love in the Afternoon) - Michel (Van Doude)
- Démonok (Demoni) - További magyar hang
- Dick és Jane trükkjei (Fun with Dick and Jane) - Boltos (Jason Marsden)
- Doc West - A nagy játszma (Doc West: La sfida) - Johnny 'A kölyök' O'Leary (Fabrizio Bucci)
- Don Bosco - A szeretet küldetése 1-2 (Don Bosco) - További magyar hang
- Dreamgirls (Dreamgirls) - C. C. White (Keith Robinson)
- Dr. Dolittle: Apja lánya (Dr. Dolittle: Tail to the Chief) - Papagáj (hangja) (Nolan North)
- Dzsungeltúra (Jungle Cruise) - Axel (Philipp Maximilian)
- Egy herceg karácsonyra (A Christmas Prince) - Simon (Theo Devaney)
- Egy herceg karácsonyra: Királyi esküvő (A Christmas Prince: The Royal Wedding) - Simon (Theo Devaney)
- Egy herceg karácsonyra: A királyi bébi (A Christmas Prince: The Royal Baby) - Simon (Theo Devaney)
- Egy macsó meleg helyzetben (Macho im Schleudergang) - Kai (Christian Bergmann)
- Egy rém retardált család (Elvira`s Haunted Hills) - Nicholai Hellsubus (Remus Cernat)
- Egy személyes ügy (Une affaire privée) - Vincent Walt (Samuel Le Bihan)
- Egy szoknya, egy szoknya (Imagine Me & You) -  További magyar hang
- El Cid (El Cid) - Fanez (Massimo Serato)
- Ellopták a dinoszauruszt (One of Our Dinosaurs Is Missing) - További magyar hang
- Előttünk a vízözön (El arca) - További magyar hang
- Ember a magasban (Man on Wire) - További magyar hang
- Eragon (Eragon9) - Magas katona; További magyar hang (Matt Devere)
- Életem legkedvesebb esküvője (My Favorite Wedding) - Jack (Peter Benson)
- Érzelmi számtan (Emotional Arithmetic) - További magyar hang
- Fedőneve: Takarító (Code Name: The Cleaner) -  Eric Hauck (Mark Dacascos)
- Fegyverszünet karácsonyra (Joyeux Noël) - További magyar hang
- Féktelen vírus (Doktor végzet) (Doomsday) - Man Mike (Esai Morales)
- Felvéve (Accepted) - További magyar hang
- Flyboys – Égi lovagok (Flyboys) - Eugene Skinner (Abdul Salis)
- Gagyi mami 2. (Big Momma's House 2) - További magyar hang
- George W. Bush élete (W.) - Jeb Bush (Jason Ritter)
- Gonin (Gonin) - Bandai (Koichi Sato)
- Gracie (Gracie) - Coach Owen Clark (Andrew Shue)
- Guantanamo (The Road to Guantanamo) - További magyar hang
- Gyagyás gyilkosság (Murder Mystery) - Charles Cavendish (Luke Evans)
- Gyilkos esküvő (Deadly Vows) - George Carr (Josh Nuncio)
- Gyilkos vipera (Project Viper) - Fred, irányítóközpont  (Eamonn Roche)
- Ha már nem lennél az enyém (Se non avessi piu te) - További magyar hang
- Ha magadra maradsz (One of Her Own) - Heller (Jeff Yagher)
- Halál a Níluson (Death on the Nile) - Windlesham (Russell Brand)
- Halálos barátság  (Death Clique) - Lee nyomozó (Roy Vongtama)
- Halálos közellenség 2.  (L'ennemi public n°1) - További magyar hang
- Halálos leshely  (Le guetteur) -	Vincent Kaminski (Mathieu Kassovitz)
- Halhatatlan kedves (Immortal Beloved) - További magyar hang
- Harag (Fury) - További magyar hang
- Hazafutás (Home Run) - Clay (James Devoti)
- Hárommal több esküvő (3 bodas de más) - Cristiano (Octavi Pujades)
- Házasság a négyzeten (Trust the Man) - További magyar hang
- Hideg préda 2. (Fritt vilt II) - Kim (Andreas Cappelen)
- Hideg préda 3. (Fritt vilt III) - További magyar hang
- Holiday (The Holiday) - További magyar hang
- Hotel Ruanda (Hotel Rwanda) - További magyar hang
- Hullámtörők (The Guardian) - Johnell Lewis (Johnell Gainey)
- Hysteria - A Def Leppard története (Hysteria: The Def Leppard Story) - Rich Savage (Adam MacDonald)
- Idegen név (The Namesake) - További magyar hang
- Idióták (Idioterne) - Jeppe Nikolaj (Lie Kaas)
- II. János Pál- A béke pápája (Jan Pawel II) - Krysztof Zachuta (Fabrizio Bucci)
- Itt a fiú, hol a fiú? (Now You See Him, Now You Don`t) - További magyar hang
- Jack Ryan: Árnyékügynök (Jack Ryan: Shadow Recruit) - További magyar hang
- Jazz-kikötő (Keisarikunta) - További magyar hang
- Johan Falk: Játékszabályok (Johan Falk: Spelets regler) - További magyar hang
- Jöttünk, láttunk, visszamennénk 3. – A forradalom (Les Visiteurs: La Révolution) - Verdier (Dimitri Storoge)
- Karate harcos (Kozure satsujin ken) - További magyar hang
- Katie Fforde - New York-i románc (Katie Fforde: Eine Liebe in New York) - Alejandro (René Ifrah)
- Kegyetlen jel (The Zodiac) - Scott Washington  (Nate Dushku)
- Kereszthalál (The Crucifixion) - Dimitru atya  (Catalin Babliuc
- Kétarcú január (Johan Falk: Spelets regler) - További magyar hang
- Kihez menjek? (Marry Me) - Luke Maynard  (Steven Pasquale)
- Kísértetek (The Awakening) - Robert Mallory (Dominic West)
- Klára és Ferenc- A szeretet köteléke (Chiara e Francesco) - További magyar hang
- Korlátlan befolyás (Sous Emprise) - Pascal (Sofiane Zermani)
- Krokodil Dundee öröksége (The Very Excellent Mr. Dundee) - Önmaga (archív felvétel) (Hugh Jackman)
- Kundo - A féktelenség kora (Kundo: Min-ran-eui si-dae) - További magyar hang
- Lány a vízben (Lady in the Water) - Szőke dohányos (Alexander Emmert)
- Legénybúcsú a vadonban (Stag) - Rory (Brendan Gall)
- Lejtőn (The Ledge) - Joe Harris  (Patrick Wilson)
- Lepattintva (Forgetting Sarah Marshall) - Aldous Snow (Russell Brand)
- Leszámolás Bangkokban (Zero Tolerance) - Johnny (Dustin Nguyen)
- Gémerek (Level Up) - Matt (Josh Bowman)
- Lola versus (Lola versus) - Henry (Hamish Linklater)
- Lökéshullám (Chak daan juen ga) - További magyar hang
- Malac a pácban (Charlotte’s Web) - Lurvy (Nate Mooney)
- Marley meg én (Marley and Me) - Sebastian (Eric Dane)
- Mary Poppins visszatér (Mary Poppins Returns) - Jack (Lin-Manuel Miranda)
- Másodszor is karácsony (Correcting Christmas) - Nick(Jonathan Patrick Moore)
- Mell-bedobás (Cloud 9) - Tony Danza; Tom Arnold (Tony Danza; Tom Arnold)
- Menedék (Haven) - Hammer (Anthony Mackie)
- Mély Torok - A Watergate-sztori (Mark Felt: The Man Who Brought Down the White House) - Angelo Lano  (Ike Barinholtz)
- Mikulás úrfi (Partymikulás) (Mr. Saint Nick) - Hector Villarba (Luis Esteban Garcia)
- Milliárdos fiúk klubja (Billionaire Boys Club) - Charlie Bottoms  (Thomas Cocquerel)
- Minden jó, ha szex a vége (10 Rules for Sleeping Around) - Matt  (Corey Saunders)
- Mindhalálig buli (Bottoms up) - További magyar hang
- Mocsok (Dirty) - További magyar hang
- Molière (Molière) - Valere (Gonzague Montuel)
- Mulan - További magyar hang
- Mufasa: az oroszlánkirály (2024) - Masego, Mufasa apja.
- Nagyvárosi történet  (Chronically Metropolitan) - További magyar hang
- Napfény (Sunshine) - Robert Capa (Cillian Murphy)
- Nem hátrálunk meg (Won't Back Down) - Michael Perry (Oscar Isaac)
- Nővérek (Sisters) - További magyar hang
- Nyár februárban (Summer in February) - Gilbert Evans (Dan Stevens)
- Nyugaton a helyzet változatlan (All Quiet on the Western Front) - További magyar hang
- Old Surehand  (Old Surehand) - Toby (Terence Hill)
- Oltári frigy (My First Wedding) - David (James Berlingieri)
- Öld meg a sógunt!  (Ninja bugeicho momochi sandayu) - További magyar hang
- Össztűz  (Free Fire) - Chris (Cillian Murphy)
- Ötösfogat 2.  (Fünf Freunde 2) - Szerzetes (Sebastian Gerold)
- Pinokkió - Kocsis úr (Luke Evans)
- Pokoli mobil (Hellphone) - Maitre d' (Baptiste Caillaud)
- Pókember 3. (Spider-Man 3) - Maitre d' (Bruce Campbell)
- Pom Poko – A tanukik birodalma (Heisei tanuki gassen ponpoko) - További magyar hang
- Pumpkinhead 3. Porból porrá (Pumpkinhead: Ashes  to Ashes) - Richie (Radu Iacobian)
- Red Faction – A kezdetek (Red Faction: Origins) - Hale - (Gareth David-Lloyd)
- Retkes verdák rémei (Car Wash) - Scruggs - (Jack Kehoe)
- Rettegés Londonban (The Glory Boys) - Elkin (Ron  Berglas)
- Rikkancsok (Newsies) - Jack Kelly (Christian  Bale)
- Saját szavak (Freedom) - Writers (Andre Mario)
- Séta a napfényben (Walking on Sunshine) - Raf (Giulio Berruti)
- Sétarepülés (Horizon Line) - További magyar hang
- Shaolin templom (Shao Lin si) - További magyar hang
- Sohaország (Neverwas) - Jake (Alan Cumming)
- Solo: Egy Star Wars-történet (Solo: A Star Wars Story) - További magyar hang
- Star Wars VIII. rész – Az utolsó jedik (Star Wars: Episode VIII - The Last Jedi) - Börtönőr (Andy Nyman)
- Star Wars IX. rész – Skywalker kora (Star Wars: Episode IX - The Rise of Skywalker) - Quinn (Simon Paisley Day)
- Sweeney – A törvény ereje  (The Sweeney) - További magyar hang
- S.W.A.T. – Tűzveszély (S.W.A.T.: Under Siege) - Diego (Leo Rano)
- Szamba-hajsza (Hot Tamale) - Caesar Lopez (Matt Cedeno)
- Szellemtanú (Little Murder) - Paul Marais  (Noah Bean)
- Szemenszedett boldogság  (Love, Wedding, Marriage) - Gerber (Michael Weston)
- Szent Johanna (Joan of Arc) - További magyar hang
- Szépség és a szörnyeteg (Beauty and the Beast) - Herceg / Szörnyeteg (John Savage)
- Szerelem az oldalvonalon (Love on the Sidelines) - Ned Banks    (GJason Schombing)
- Szerelem és egy 45-ös (Love and a .45) - Watts (Gil Bellows)
- Szerelmes hangjegyek 2. (High School Musical 2) - Javier (Jaymz Tuaileva)
- Szerencse dolga (Lucky You) - Billie csodálója (Joey Kern); Alexander Lemke, orosz játékos (Alexander Kuznetsov)
- Szex, hazugság, bosszú - A titkos társaság  (Poison Ivy: The Secret Society) - Blake (Graves Ryan Kennedy)
- A szicíliaiak klánja (Le clan des Siciliens) - Aldo  Manalese (Yves Lefebvre)
- Szupercápa (Super Shark) -  Greg (Shane Van Dyke)
- Szűkebb pátriánk (A casa nostra) - Gerry (Luca Argentero)
- Taxi 4. (Taxi 4) – Marley (Johnson Douyard)
- Table 19 (Table 19) – Huck (Thomas Cocquerel)
- Tekkonkinkreet – Harcosok városa (Tekkon kinkurîto) –	További magyar hang
- Terror az űrben (Incoming) –	Bridges (Aaron McCusker)
- Tökös csávó 2. (Bad Ass 2: Bad Asses) – Adolfo (Ignacio Serricchio)
- Tuti duók (Duets) –	Billy (Scott Speedman)
- Tűréshatár (Threshold) - További magyar hang
- Underworld – A vérfarkasok lázadása  (Underworld: Rise of the Lycans) – Sabas (Craig Parker)
- Utazás a halhatatlanság felé (The Immortal Voyage of Captain Drake) – Peter Easton  (Wes Ramsey)
- Utóhatás (Aftermath) – Roman ügyvédje (Michael Lowry)
- Új Föld  (Nova Zembla) – Oene (Arjan Duine)
- Újabb rendőrsztori (Xin jing cha gu shi) - Joe's  Kwan's father, További magyar hang (Chun Sun)
- Úriemberek (The Gentlemen) – Brown (Max Bennett)
- Üvöltő szelek (Wuthering Heights) – Hendrix (Johnny Whitworth)
- Vadregény (Into the Woods) - Hamupipőke hercege (Chris Pine)
- Vakáció Mr. Darcyval (Austenland) - Mr. Henry Nobley  (JJ Feild)
- Valentin nap (Valentine's Day) - További magyar hang
- Válaszúton  (The Choice) - Ryan (Tom Welling)
- Végső állomás 3. (Final Destination 3) - Recepciós a szoláriumban
- Végzetes kitérő (Turistas) - Liam (Max Brown)
- Versus - Fegyenc KSC2-303 (Tak Sakaguchi)
- Vérvörös égbolt (Blood Red Sky)  - További magyar hang
- Vigyázz, kész, Charlie!  (Achtung, fertig, Charlie!)  - További magyar hang
- Visszatérés a Kísértet-hegyre (Return to House on Haunted) - Hill Kyle (Andrew Lee Potts)
- Whisky (Whisky) - Martin (Daniel Hendler)
- Winnetou és Old Shatterhand a Halál Völgyében (Winnetou und Shatterhand im Tal der Toten) - Capt. Cummings (Clarke  Reynolds)
- Winnetou 1.: Apacsok földjén (Winnetou & Old Shatterhand) - Winnetou (Nik Xhelilaj)
- Winnetou 2.: Az Ezüst-tó kincse (Winnetou - Das Geheimnis vom Silbersee) - Winnetou (Nik Xhelilaj)
- Winnetou 2.: Az Ezüst-tó kincse (Winnetou - Der letzte Kampf) - Winnetou (Nik Xhelilaj)
- Wonder Wheel – Az óriáskerék (Wonder Wheel)  - További magyar hang
- World Trade Center (World Trade Center) - Hírmondó
- Wyatt Earp bosszúja (Wyatt Earp's Revenge) - Bill Tilghman (Levi Fiehler )
- Zűrös szörfös (Under the Radar) - Adrian (Clayton Watson)
- Zsivány Egyes – Egy Star Wars-történet (Rogue One: A Star Wars Story)  - További magyar hang
- 51-es körzet (Area 51)  - További magyar hang

### Zenei rendezések
- A Hihetetlen család 2. (Incredibles 2)
- A Lármás család: A film (The Loud House Movie)
- Az oroszlánkirály (The Lion King)
- Behavazva (TLet It Snow)
- Bizaardvark - I/1. rész (Bizaardvark: First!)
- Coco (Coco)
- Dumbo (Dumbo)
- Előre (Onward)
- Encanto (Encanto)
- Jégvarázs 2. (Frozen II)
- Kacsamesék - I/1. rész: Ju-hú (DuckTales: Woo-oo!)
- Mary Poppins visszatér (Mary Poppins Returns)
- Olaf karácsonyi kalandja (Olaf's Frozen Adventure)
- Pinokkió (Pinocchio)
- Pokémon - XXIII/1. rész: Pokémon: Az utazás - A sorozat: Lépj be, Pikachu! (Pokémon Journeys: The Series: Enter Pikachu)
- Pirula Panda (Turning Red)
- Ralph lezúzza a netet (Ralph Breaks the Internet)
- Raya és az utolsó sárkány (Raya and the Last Dragon)
- Toy Story 4. (Toy Story 4.)
- Valaki van a házadban (There's Someone Inside Your House)
- Verdák 3. (Cars 3)